# امامزاده عبدالله و اسماعیل
امامزاده عبدالله و اسماعیل شهرستان سرخه، روستای امامزاده عبدالله واقع شده و این اثر در تاریخ ۵ آذر ۱۳۸۰ با شمارهٔ ثبت ۴۴۲۹ به‌عنوان یکی از آثار ملی ایران به ثبت رسیده است.